# 최강시사
최강시사는 KBS 1라디오에서 2018년 5월 28일부터 2023년 11월 13일까지 5년간 방송했던 아침 출근길 라디오 시사 프로그램이다.

## 역대 방송시간
| 방송 채널   | 방송 기간                         | 방송 시간                       |
| ----------- | --------------------------------- | ------------------------------- |
| KBS 1라디오 | 2018년 5월 28일 ~ 2020년 1월 31일 | 매주 평일 아침 7:25 ~ 아침 8:58 |
| KBS 1라디오 | 2020년 2월 3일 ~ 2023년 11월 13일 | 매주 평일 아침 7:20 ~ 아침 8:58 |

## 역대 진행자
- 2018년 5월 28일 ~ 8월 10일 : 최강욱
- 2018년 8월 13일 ~ 11월 30일 : 정준희
- 2018년 12월 3일 ~ 2021년 2월 5일 : 김경래
- 2021년 2월 8일 ~ 2023년 10월 27일 : 최경영
- 2023년 10월 30일 ~ 11월 13일 : 김기화

## 역대 대타 진행자
- 2020년 8월 3일 : 홍익표 더불어민주당 의원
- 2020년 8월 4일 : 윤영석 국민의힘 의원
- 2020년 8월 5일 : 김남국 더불어민주당 의원
- 2020년 8월 6일 : 이준석 前 국민의힘 최고위원
- 2020년 8월 7일 : 김양순 KBS 기자

## 지역 방송국 프로그램
- 3부 방송 시간인 오전 8시 30분부터 지역 자체 프로그램으로 방송·편성된다.
- 명절·공휴일에는 전국 릴레이 방송한다.

| 방송국   | 방송 권역                          | 프로그램 타이틀                 | 진행자 |
| -------- | ---------------------------------- | ------------------------------- | ------ |
| KBS 춘천 | 강원특별자치도                     | 강원의 아침                     | 김서련 |
| KBS 원주 | 강원특별자치도                     | 상쾌한 아침 원주에서 출발합니다 | 한태호 |
| KBS 강릉 | 강원특별자치도                     | 영동포커스                      | 이영재 |
| KBS 전주 | 전라북도                           | 패트롤 전북                     | 함윤호 |
| KBS 광주 | 광주광역시                         | 출발! 무등의 아침               | 윤주성 |
| KBS 목포 | 전라남도                           | 출발! 서해안 시대               | 정윤심 |
| KBS 순천 | 전라남도                           | 시사초점, 전남 동부입니다       | 윤형혁 |
| KBS 청주 | 충청북도                           | 시사투데이                      | 최인희 |
| KBS 충주 | 충청북도                           | 계명산의 아침                   | 박찬송 |
| KBS 대구 | 대구광역시                         | 아침의 광장                     | 손지민 |
| KBS 안동 | 경상북도                           | 아침의 광장                     | 박소영 |
| KBS 포항 | 경상북도                           | 활기찬 아침 포항입니다          | 하승현 |
| KBS 제주 | 제주특별자치도                     | 제주포커스                      | 정현정 |
| KBS 울산 | 울산광역시                         | 시사투데이 울산                 | 이지향 |
| KBS 대전 | 대전광역시 세종특별자치시 충청남도 | KBS대전 생생뉴스                | 유진환 |